# Kōta Yamada
Kōta Yamada (山田 康太 Yamada Kōta?, Fujisawa, Kanagawa, 10 de julio de 1999) es un futbolista japonés que juega como mediocampista en el Yokohama FC de la J1 League.

## Clubes
| Club                       | País  | Año       |
| -------------------------- | ----- | --------- |
| Yokohama F. Marinos        | Japón | 2018-2021 |
| Nagoya Grampus (cedido)    | Japón | 2019      |
| Mito HollyHock (cedido)    | Japón | 2020      |
| Montedio Yamagata (cedido) | Japón | 2021      |
| Montedio Yamagata          | Japón | 2022      |
| Kashiwa Reysol             | Japón | 2023      |
| Gamba Osaka                | Japón | 2024-2025 |
| Yokohama FC                | Japón | 2025-     |